# Marie Pape-Carpantier
Marie Pape-Carpantier nasceu em 11 de setembro de 1815 em La Flèche, e faleceu em Villiers-le-Bel (Val-d'Oise) em 1858, ambas cidades francesas. 

## Carreira
Durante sua vida, dedicou-se a causa da educação, sendo uma das pioneiras no desenvolvimento do método intuitivo que estava pautado na observação direta da natureza e da experimentação. Da sua atuação destaca-se o trabalho educacional desenvolvido com crianças entre 2 e 6 anos, promovendo aquilo que hoje conhecemos como educação infantil.
Além da educação, Pape-Carpantier engajou-se em causas sociais. Escreveu para o jornal L’Économiste Français (1862-1863), criticando a desigualdade salarial e defendendo acesso à educação profissional para mulheres e denunciou a exploração de crianças em fábricas, argumentando que o trabalho escolar deveria ser formativo, não lucrativo.[carece de fontes?]
Em 1847, fundou em Paris a École Normale pour les Directrices de Salles d’Asile, instituição responsável pela formação de professoras e posteriormente renomeada em sua homenagem (Escola Pape-Carpantier).[carece de fontes?]
É autora de diversas obras traduzidas para vários idiomas e utilizadas em países como Brasil, Grécia, Espanha e Suécia.[carece de fontes?]

## Influência
No Brasil, um dos principais personagens que adotou a abordagem pedagógica de Marie Pape-Carpantier foi Joaquim José Menezes Vieira (1848-1897), que as implementou no Jardim de Infância que era proprietário, na cidade do Rio de Janeiro, cujas atividades eram conduzidas por Carlota de Menezes Vieira. Além deste espaço, há indícios que suas obras integravam o acervo do Pedagogium, da Escola Normal da Província do Rio de Janeiro e na associação do Museu Escolar Nacional e que esteve em exposição na Exposição Pedagógica do Rio de Janeiro (1883).